# 孔蛋白
孔蛋白（Porin），又称通道结合蛋白，是一种拥有β折叠结构的跨膜蛋白。与其他膜输送蛋白不同，孔蛋白拥有β折叠片组成的桶状结构，这使得拥有浓度差的分子能够进行被动扩散，常发现于线粒体，革兰氏阴性菌与叶绿体的表面
。